# Куэнкас-Минерас

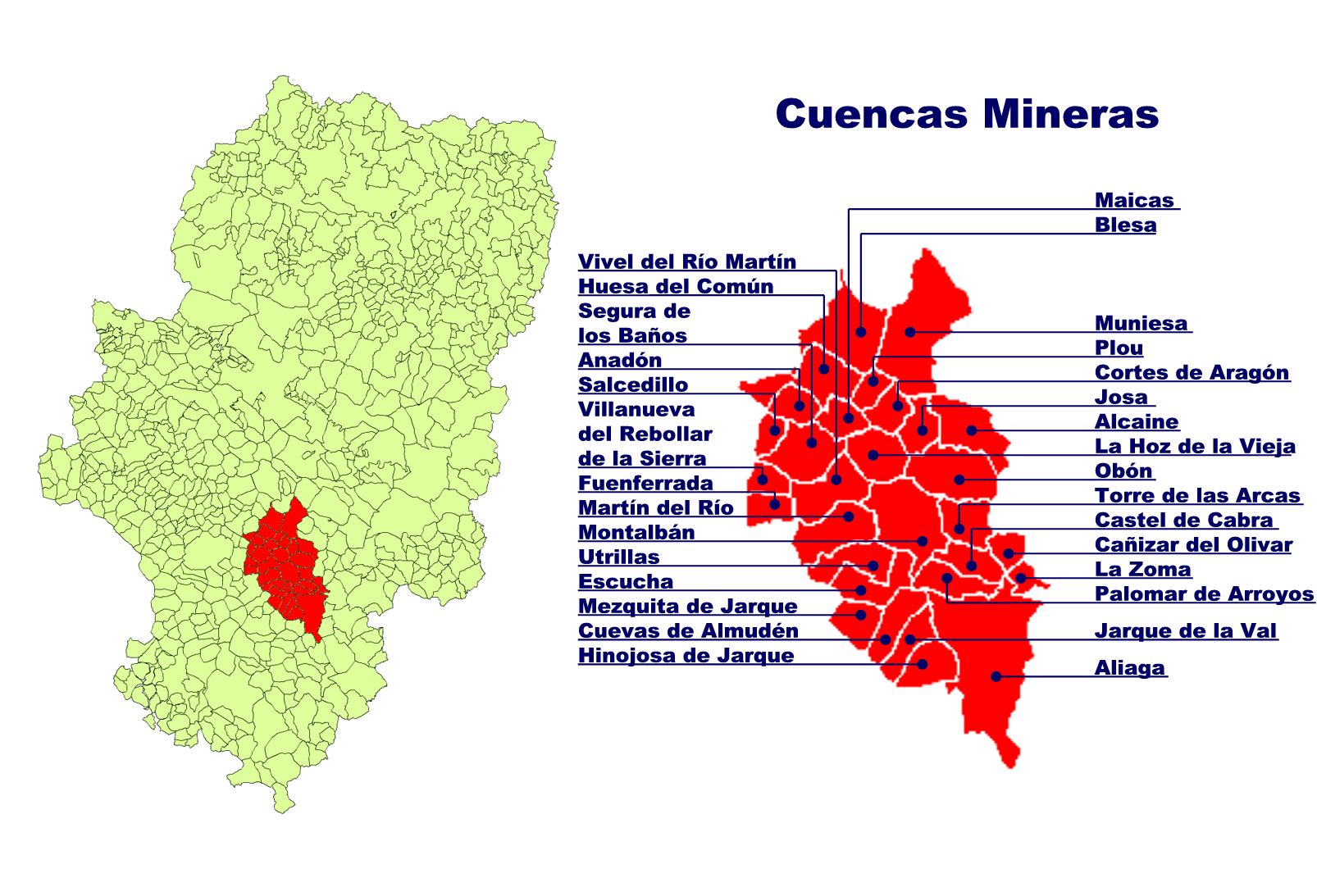

Куэнкас-Минерас (исп. Cuencas Mineras)  — район (комарка) в Испании, входит в провинцию Теруэль в составе автономного сообщества Арагон.

## Муниципалитеты
1. Монтальбан
2. Утрильяс
3. Алькайне
4. Альяга
5. Анадон
6. Блеса
7. Каньисар-дель-Оливар
8. Кастель-де-Кабра
9. Кортес-де-Арагон
10. Куэвас-де-Альмуден
11. Эскуча
12. Фуэнферрада
13. Инохоса-де-Харке
14. Ла-Ос-де-ла-Вьеха
15. Уэса-дель-Комун
16. Харке-де-ла-Валь
17. Хоса
18. Майкас
19. Мартин-дель-Рио
20. Мескита-де-Харке
21. Монтальбан
22. Муньеса
23. Обон
24. Паломар-де-Арройос
25. Плоу
26. Сальседильо
27. Сегура-де-лос-Баньос
28. Торре-де-лас-Аркас
29. Утрильяс
30. Вильянуэва-дель-Ребольяр-де-ла-Сьерра
31. Вивель-дель-Рио-Мартин
32. Ла-Сома